# Vectrex
Vectrex是Western Technologies/Smith Engineering开发的矢量显示家用游戏机。主机最初由General Consumer Electronics（GCE）授权并销售，后来由收购GCE的Milton Bradley Company发售。主机于1982年11月发行，零售价199美元；Milton Bradley接收后国际销售价下调到150美元，在1983年美國遊戲業大蕭條前不久下调到100美元。Vectrex在1984年早期退市。
和当时连接电视并使用光栅图形的电子游戏机不同，Vectrex自配矢量显示器并以矢量图形显示。Vectrex为黑白，并以覆盖塑料屏幕模拟颜色、各种静态图形和装饰。当时许多主流街机游戏使用矢量显示，通过获得Cinematronics的授权，GCE可以制作《Space Wars》和《Armor Attack》等高质量街机游戏。
Vectrex随内建游戏《MineStorm》推出。主机还有光线笔和3D Imager（3D眼鏡）两款外设。
Vectrex还以《高速船》名义由万代在日本发行。美国Vectrex的型号编号为HP-3000。
備注:
在youtube遊戲職人社長頻道所見，機身印有“Made in Hong Kong”字樣。